# Football australien en France
 (août 2024).
Le football australien en France est un sport en croissance. En 2024, il est pratiqué par environ 400 licenciés.
Ce sport a été introduit en France par les combattants australiens lors de la Première Guerre mondiale. Après le départ des militaires australiens, le football australien disparaît de l'Hexagone pendant près de 70 ans. La discipline réapparaît brièvement à la fin du XXe siècle avec la création d'un premier club en France en 1998, les Tasmania Montivilliers. Il faut attendre le milieu des années 2000 pour assister à un réel début de développement de cette discipline en France, avec la naissance du Comité national de football australien (CNFA ; par transformation de la Commission nationale de football australien créée en 2007), soutenu par l’Union nationale sportive Léo-Lagrange. Le CNFA a la charge d'organiser et de développer le football australien en France. Il gère également les équipes de France masculine et féminine.
La toute première compétition française est la Coupe de France, qui voit le jour le 28 juin 2008 à Paris, dans le Bois de Vincennes. La première édition réunit quatre équipes : les Paris Cockerels, les Strasbourg Kangourous les Bordeaux Bombers et les Montpellier Fire Sharks. Le championnat de France est lancé avec ses mêmes dernières équipes l'année suivante, le 29 mars 2009, à Saint-Médard-en-Jalles.
En 2020 le CNFA est renommé AFL France (Australian football league France) pour se rapprocher des autres organisations européennes équipes existantes. (AFL Europe)
En 2024 le championnat masculin est composé de  8 équipes : Bordeaux, Lyon, Paris (2 équipes), Bayonne, Toulouse, Antony et Palavas. Et le championnat féminin est composé de 3 équipes : Paris, Lyon et une entente des équipes du sud-ouest (Bayone, Toulouse et Bordeaux)

## Histoire

### Premières traces

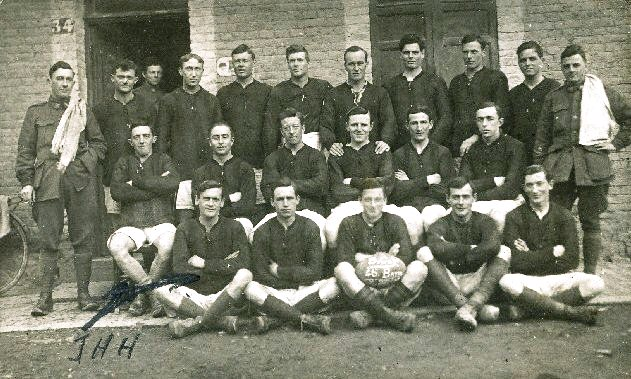
Équipe australienne à Villers-Bretonneux pendant la Première Guerre mondiale

Les premières traces de football australien en France remontent à la Première Guerre mondiale. En effet le contingent australien de l'ANZAC prenant part aux combats dans la Somme et le nord de la France a organisé plusieurs matchs. Ces rencontres n'avaient pour but que de distraire les militaires et aucun Français n'y prit part. Ces quelques matches restèrent donc sans suite en France après le départ des militaires australiens.

### Premiers clubs
Le football australien bénéficie de quelques diffusions télévisées sur Canal+ à la fin des années 1980 (et commenté à l'époque par Roger Zabel). Ce sont évidemment des matches du championnat australiens qui sont alors programmés, mais ces diffusions permettent l'émergence du premier club français à Houquetot (Normandie) qui deviendra le Tasmania Montivilliers. En 1998, est fondé dans la capitale française le club des Paris Cockerels. Créé à l'origine par la communauté australienne et constitué uniquement de joueurs australiens, il bénéficie du soutien de l'ambassade d'Australie en la personne d'Aron Lord, ancien joueur des Geelong Cats. Une rencontre est alors organisée entre ces deux équipes, mais elle restera sans suite. Faute de soutien le club normand est dissous, en revanche les Parisiens restent actifs et rencontrent par deux fois l'équipe de Bruxelles, les Saints.

### Premiers échecs
L'Association strasbourgeoise de foot australien (ASFA) est fondée en mars 2004 sous l'impulsion de Marc Jund, qui crée par la même occasion le premier club stable de France, les Strasbourg Kangourous.
En 2005, Richard McKenzie, un Australien originaire de Perth ayant joué au footy pendant dix ans, dont une saison au niveau professionnelle, tente de revivre sa passion dans la capitale française. Ils commencent l'aventure en organisant des entraînements à Paris avec une large majorité d'expatriés australiens. Les premiers français rejoignent le groupe pour fonder avec leurs homologues d'Australie les Paris Cockerels, et prennent rapidement la tête du club. En octobre 2005, la première équipe de France de football australien est mise sur pied et joue son premier match officiel contre la Suède lors du Championnat d'Europe 2005 à Londres. Les Français sont alors les seuls à pouvoir aligner une équipe constituée exclusivement de joueur nationaux, alors que les autres équipes sont presque toutes composées partiellement de joueurs australiens. L'équipe de France perd tous ses matchs mais termine huitième sur les dix équipes engagées. Rentrant de Londres, de nouveaux clubs sont alors formés par les joueurs : les Razorbacks de Senlis, les Cats de Cergy et les Saints de Saint-Estève. Le premier match de football australien français se déroule à Strasbourg le 3 décembre 2005 avec la victoire des Strasbourg Kangourous face aux Razorbacks de Senlis 91 à 17.
L'année suivante, les Parisiens tentent d'organiser l'édition 2006 de la Coupe d'Europe de foot australien, mais le club connait alors des problèmes d'organisation et le tournoi doit être annulé. Les Parisiens traversent alors une période de creux, aucun match n'est disputé cette année-là et les entraînements se font rares. De leur côté, les Strasbourgeois entreprennent de participer au championnat d'Allemagne de football australien. Malgré de grosses difficultés logistiques, les alsaciens s'accrochent et finissent la saison coûte que coûte.
Le club perpignanais rencontre cette même année les Catalans de Barcelone, et les Senlisiens affrontent les Strasbourgeois. La saison internationale est pauvre pour les Français cette année-là. Ils rencontrent une sélection de joueurs anglais de l'équipe des Reading Roos à Perpignan le 6 mars 2006 et passent tout près de l'exploit : devant près de 700 spectateurs, les Français reviennent à 4 points des Anglais dans le dernier quart temps, mais, malgré l'envie et les encouragements du public, les Français s'inclinent.
Quelques joueurs strasbourgeois se déplacent à Prague pour le championnat d'Europe centrale (CEAFL), et réussissent la première victoire d'une sélection de joueurs français contre une formation étrangère, bien que l'équipe d'alors ne compte que 3 joueurs évoluant en France, les autres joueurs étant des spectateurs et des remplaçants des autres nations engagées. Les clubs de Senlis et Perpignan ne franchissent malheureusement pas l'année 2006: les cadres de ces deux équipes ne pouvant plus s'investir, elles tombent dans l'oubli.
En 2007, le football australien français est alors réduit à deux équipes, Strasbourg et Paris. Paris a sombré dans la léthargie depuis 2006, mais Strasbourg reste bien plus actif. Bien qu'ils ne participent plus au championnat allemand, les Alsaciens rencontrent quelques équipes étrangères au cours de l'année. L'équipe de France participe alors à la deuxième édition du championnat d'Europe de foot australien à Hambourg. L'équipe, alors constituée uniquement de joueurs strasbourgeois, termine septième sur douze équipes, avec un bilan de trois victoires et trois défaites.

### Retour en grâce

Logo des Perpignan Tigers

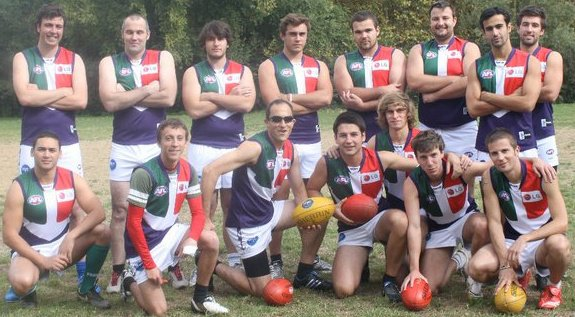
L'équipe des Aix-Marseille Dockers en octobre 2010

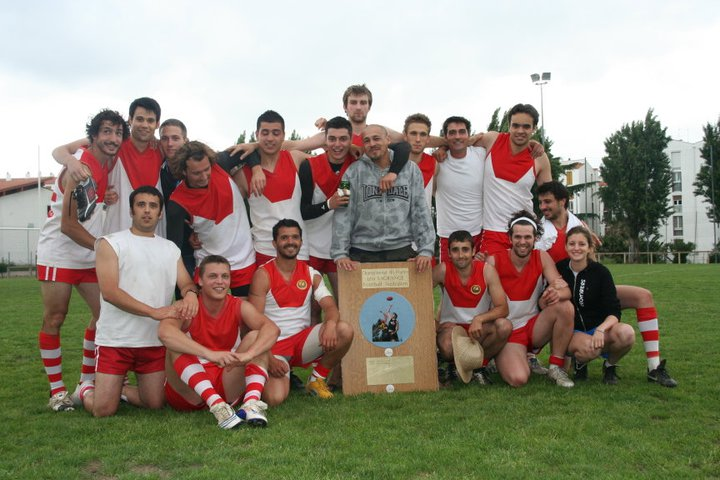
Les Bordeaux Bombers champions de France le 14 mai 2011 à Perpignan

Dès le début de l'année 2007, une réunion entre l'Union française de football australien (association regroupant les principaux responsables des clubs de football australien français) et les dirigeants de l'Union nationale sportive Léo Lagrange a lieu le 28 février pour signer une convention de partenariat. Le jour même, le Comité national de football australien (initialement appelé Commission nationale de football australien jusqu'en septembre 2012) est ainsi fondé pour une meilleure structuration et un meilleur développement de ce sport en France. En octobre 2007, le club des Bordeaux Bombers fait son apparition sur la scène du football australien hexagonal grâce au travail de Frederic Zohar. Durant l'hiver, les Parisiens sortent de leur léthargie et reprennent les entraînements, plus nombreux qu'alors début.
En mars 2008, l'équipe de France reçoit l'équipe allemande, les Redbacks de Francfort à Strasbourg. Plein d'espoir après des années de galères, les Français ne faisant pas le poids face aux Allemands essentiellement composés de joueurs de Francfort et d'un fort contingent australien, s'inclinent lourdement : 10-97. À la suite de cette rencontre, les dirigeants du football australien français décident d'organiser la première Coupe de France de football australien à Paris.
Deux mois avant la Coupe de France, Benjamin Hamon crée les Montpellier Fire Sharks. La Coupe regroupe donc quatre équipes: Paris, Strasbourg, Bordeaux et Montpellier. En juin 2008, cette première Coupe de France de football australien de l'histoire est donc disputée à Paris, pour une journée de matches. Malgré le soleil et les cailloux sur le terrain, les joueurs font preuve d'envie et les matches offrent aux quelques spectateurs présents du beau spectacle. La finale est remportée par les Paris Cockerels qui s'imposent aux dépens des Kangourous de Strasbourg. Paris devient ainsi le 1er vainqueur de l'histoire de la Coupe de France de football australien.
Les 16 et 17 septembre 2008, se tient à Valls la première Coupe du monde de football australien à 9. Les équipes qui participent alors sont l'Espagne, la Catalogne, l'Andorre, la France, le Sénégal et l'Argentine (les deux dernières équipes étant constituées de joueurs vivant en Espagne). La France, alors représentée en majorité par des joueurs issus de la toute jeune équipe Montpelliéraine, s'impose en finale face à la Catalogne sur le score de 60-40.
Le mois de décembre 2008 voit la naissance de trois nouvelles équipes de football australien en France: les Toulouse Crocodiles, les Perpignan Tigers et les Aix-en-Provence Rascasses. Ce dernier club ne parviendra jamais à mobiliser suffisant de joueurs, il disparaitra peu de temps après.
L'année 2009 voit la naissance du premier championnat de France dont la première journée a lieu le 29 mars à Saint-Jean-de-Védas dans la banlieue de Montpellier. Le tournoi se clôture à Strasbourg par la victoire des Paris Cockerels aux dépens des Kangourous de Strasbourg, succès qui permet au club parisien de devenir le 1er champion de France de l'histoire du football australien français. La saison est également marquée par l'inauguration le 25 avril de la 1re édition de l'ANZAC Cup. Pour commémorer l'un des jours les plus importants du calendrier australien, une rencontre a lieu chaque année entre une sélection française (les Coquelicots) et une sélection des Australiens d'Europe (Aussie Spirit) dans la ville de Villers-Bretonneux. Le 4 juillet s'est déroulée à Saint-Médard-en-Jalles la deuxième édition Coupe de France de la discipline qui a réuni 6 équipes et qui a été remportée par les Paris Cockerels.
En 2010, un septième club de football australien se crée dans l'Hexagone, les Aix-Marseille Dockers et fait sa première entrée dans le championnat quelques jours après sa création, terminant à la quatrième place derrière les double-champions en titre les Paris Cockerels.

### En quête de développement

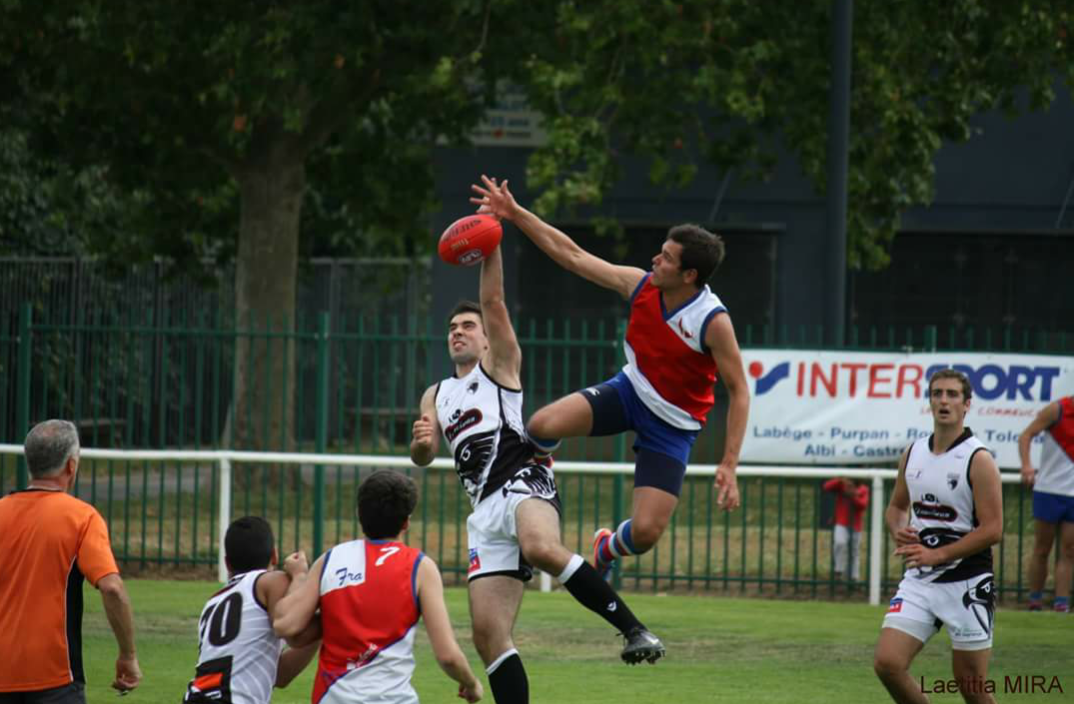
Deux joueurs des Paris Cockerels et des Toulouse Hawks disputent un ballon aérien pendant la Grande Finale 2013-2014

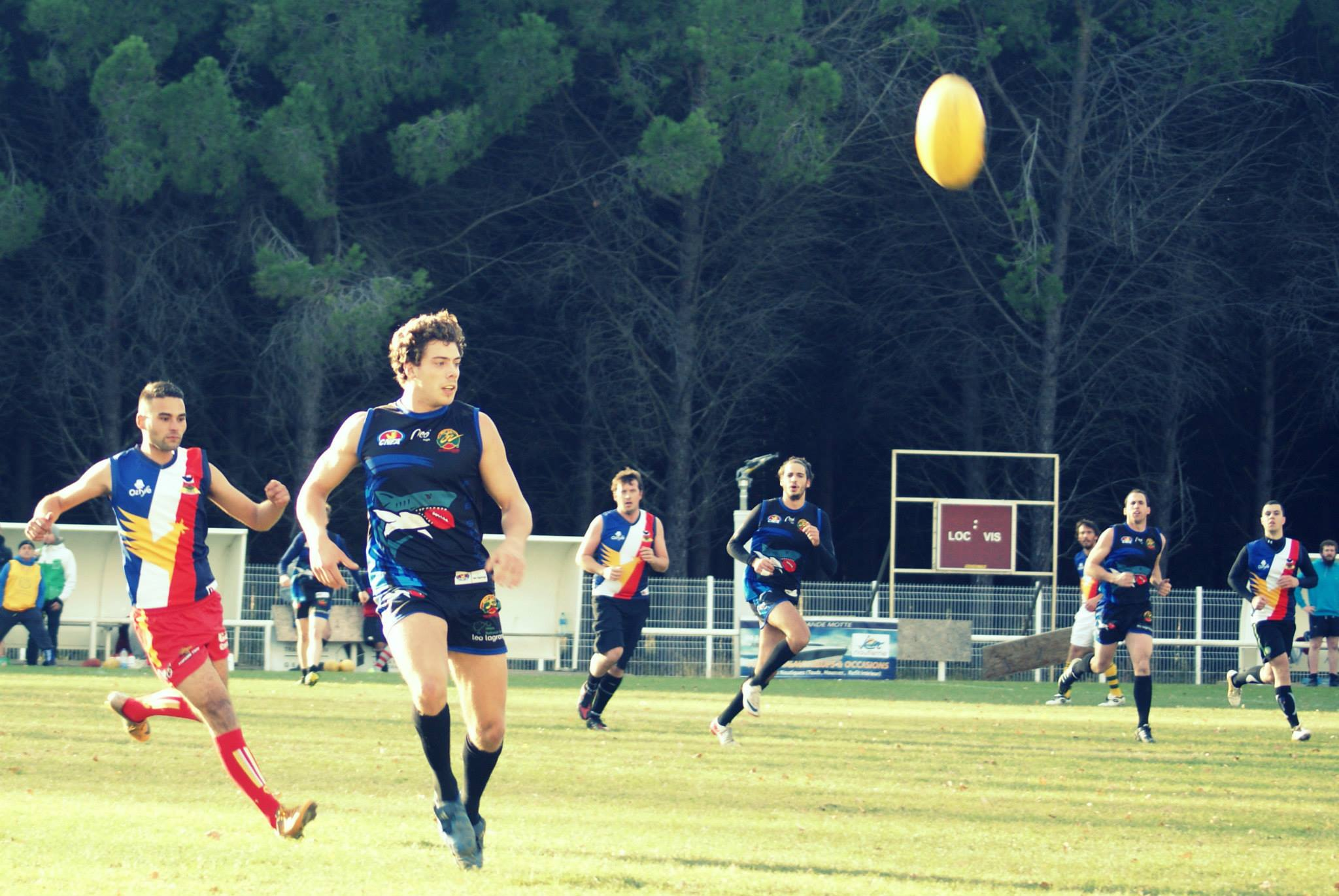
Les Montpellierains (en bleus) contre Lyon en 2015.

Durant la trêve estivale, le Comité national de football australien parvient à réunir une trentaine de joueurs français pour composer la sélection française, afin de participer à sa 1re phase finale de la Coupe internationale 2011 qui se déroule pendant 2 semaines à Melbourne en Australie. Les débuts dans la compétition sont difficiles avec deux revers consécutifs dans le premier tour, mais la France accède à la finale de la seconde division face aux Fidji. Malheureusement, la sélection s'incline face aux hommes du Pacifique (62-21) et termine pour leur première participation à la 14e place du classement générale.
La fin de la même année, voit la naissance du huitième club de football australien les Coyotes de Cergy-Pontoise. Au même moment, la 4e édition du championnat de France change de formule et est composée de deux divisions, la Super League et la Development League. La première est constituée des plus anciens clubs que sont les Bordeaux Bombers, les Paris Cockerels, les Strasbourg Kangourous et les Toulouse Hawks. La seconde compte les clubs des Marseille Dockers, des Montpellier Fire Sharks et des Perpignan Tigers. Cette année-là, l'équipe bordelaise réalise un triplé historique en remportant la Coupe Grand Sud, le Championnat de France et la Coupe de France. Lors du championnat de France 2013, les Coyotes de Cergy-Pontoise, deuxième équipe de la région d'Île-de-France, s'engage en Development League. Lors de cette 5e édition, les Perpignan Tigers ne peuvent y participer. Comme pour l'année précédente pour Bordeaux, Toulouse réalise un triplé historique en remportant la Coupe Grand Sud, le Championnat de France et la Coupe de France.
À la suite de sa nomination en septembre 2012 par l'AFL Europe la France, par l'intermédiaire du Comité national de football australien et des Bordeaux Bombers, organise et accueille l'EU Cup 2013, qui se déroule le 21 septembre dans la commune de Saint-Médard-en-Jalles, près de Bordeaux. Ainsi pour la première fois de son histoire et après quelques échecs en matière d'organisation les années précédentes, l'Hexagone accueille 12 nations européennes du football australien. De plus, la France aligne pour la première fois une équipe féminine face au EU Crusaders. La France accède pour la première fois en finale contre l'Angleterre mais doivent s'incliner lourdement 92 à 15. Malgré la défaite, cette finale reste à ce jour comme la meilleure performance de l'équipe française en Eu Cup.
Quelque temps avant le reprise du championnat, les Lions de Lyon sont créés mais ne peuvent dans un premier temps y participer attendant le début de l'année 2014 pour disputer la prochaine Coupe du Sud. Toutefois, la CNFA décide d'inclure le nouveau club pour la 6e édition du championnat de France en remplacement des Marseille Dockers, ne pouvant pas y participer. Celui-ci change de formule, avec une seule poule unique et avec match aller seulement. À l’issue de la saison régulière, se déroule les demi-finales avec les quatre meilleures équipes de la saison régulière, la finale se jouant chez le vainqueur de l’année précédente. Réalisant une saison parfaite sans aucune défaite, les Toulouse Hawks remportent pour la deuxième année consécutive la sixième édition du championnat de France face aux Parisiens. La finale voit en lever de rideau le premier match de footy féminin (à 7) en France,. La saison 2014 se prolonge avec l'équipe de France qui participe une seconde fois à la Coupe internationale qui se déroule à Melbourne du 9 au 23 août,.Le tirage au sort voit l'équipe de France versée dans le Groupe A avec l'Irlande, championne du monde en titre, le Royaume-Uni champion d'Europe 2013 et l'Indonésie. La sélection française enregistre son meilleur classement depuis leur 1re participation  en se classant 11e de la compétition.
Lors de la saison 2014-2015 les Perpignan Tigers font leur retour dans le footy français en participant en septembre à la 7e édition de la Coupe de France à Bordeaux. Aussi, son retour dans le championnat de France après 3 ans d'absence, permet de regrouper pour la première fois depuis sa création le nombre d'équipes à 8. Après la trêve hivernale, le Comité National de Football australien organise le 7 février 2015 dans la ville de Pau la 6e édition de la Coupe du Sud afin de concrétiser la création du club local les Pau Bears né sous l’impulsion de Thomas Urban, cofondateur des Toulouse Hawks et actuel Président du Comité National. Cependant, les conditions météorologiques des derniers jours sur l'ensemble du pays et notamment sur le sud-ouest obligent les organisateurs à annuler cette Coupe du Sud. Un mois après la reprise du championnat de France, l'équipe toulousaine est la première équipe française à participer à la 1re édition de la Ligue des champions de football australien regroupant les meilleures équipes des championnats européens. Sur les 10 clubs engagées, Toulouse termine à une convaincante 5e place. Deux mois avant la fin du championnat, le premier club breton, les Brittany Griffins est créé le 4 mai 2015 dans la commune de Combourg, suivi le mois d'après par les Pau Bears, premier club des Pyrénées-Atlantiques. La 8e saison du championnat de France voit le club parisien être la première équipe française à mettre en place une seconde équipe, les Paris Cockatoos, alors que l'équipe de Montpellier ne peut y participer. Le club de Blagnac Aviators voit le jour le 21 mai 2015 à proximité des Toulouse Hawks et prend part au championnat de France 2016-2017. À la suite du départ du président et entraîneur des Brittany Griffins la fin du club est acté en 2016, mais un nouveau club à Lille est créé dans la foulée pour la première fois dans le département du Nord sous le nom des Lille Eagles, s’appuyant sur l’expérience des Brittany Griffins.

### Dates importantes
- 1914-1918 : Les premiers matchs de foot australien sont organisés sur le territoire Français par les Australiens du corps de l'ANZAC.
- 1934: Allan La Fontaine est le premier français à jouer en AFL.
- 1995: Fondation de l'Union Sportive Houquetotaise (Les Gryphons d'Houquetot), premier club de football australien en France.
- 2000: Premier match de football australien français opposant les Tasmania Montivilliers aux expatriés australiens parisiens.
- 9 octobre 2005: 1er match officiel de l'équipe de France de football australien lors de la Coupe d'Europe 2005 à Londres: Suède 81 - 42 France.
- 3 décembre 2005: 1er match entre deux équipes composées exclusivement de joueurs français: les Kangourous de Strasbourg battent les Razorbacks de Senlis 91 à 17.
- 15 septembre 2007: 1re victoire de l'équipe de France à Hambourg face à l'Autriche (38-51) lors de l'EU Cup 2007.
- 28 juin 2008: 1re compétition française, la Coupe de France de football australien, remporté par les Paris Cockerels.
- 31 mars 2009: Lancement du 1er Championnat de France de football australien à Montpellier, entre Bordeaux, Montpellier, Paris et Strasbourg.
- 13 juin 2009: Le 1er Championnat de France est remporté par les Paris Cockerels.
- 26 avril 2009: 1re édition de l'ANZAC Cup et premier match officiel entre l'équipe de France de football australien et une équipe australienne.
- 29 mai 2010 : Les Paris Cockerels gagnent la 2e édition du Championnat de France et est la première équipe à être double vainqueur.
- 2010 : Création de deux divisions lors de la 4e édition du championnat de France: la Super League et la Development League.
- 2010 : Les Toulouse Crocodiles remportent la 1re édition de la Coupe du Sud.
- 12 août au 27 août 2011: 1re participation à la Coupe internationale en 2011 à Melbourne en Australie.
- 17 août 2011: 1re victoire en Coupe internationale face au Timor (7.20 (122) - 2.1 (13)).
- 2012: Les Bordeaux Bombers est la première équipe à faire le triplé Championnat, Coupe de France et Coupe du Sud.
- 21 septembre 2013: La France accueille l'EU Cup 2013 à Saint-Médard-en-Jalles et 1er match officiel de l'Équipe de France féminine face au EU Crusaders (26-45).
- 5 octobre 2013: Retour du championnat sous la forme d’une poule unique avec match aller seulement.
- 13 août 2014: L'équipe de France enregistre sa plus grande défaite face à l'Irlande lors de la Coupe internationale à Melbourne (111-02).
- 21 mars 2015: Les Toulouse Hawks est la première équipe française à participer à la 1re édition de la Ligue des champions de football australien.
- 27 juin 2015: Les Paris Cockerels est la première équipe à remporter 4 fois le championnat.
- 25 juillet 2015: Les Paris Cockerels organisent la première édition de la Holdstock Cup à Paris.
- 19 septembre 2015 : Les Toulouse Hawks est la première équipe à remporter 3 fois d'affilée la Coupe de France.
- 19 mars 2016: Première édition de la Coupe du Nord.
- 3 avril 2016: Un match de démonstration est organisé pour la première fois en France au Stade Vélodrome de Marseille en avant-première du match de Top 14 Toulon-Clermont.

## Institution dirigeante
L'AFL France qui a succédé au comité national de football australien (CNFA) fondé le 28 février 2007, a la charge d'organiser et de développer le football australien en France. Il regroupe les clubs, les sportifs, les entraîneurs, les arbitres, pour contribuer à la pratique et au développement du football australien sur tout le territoire français. Il gère l'équipe de France de football australien et organise les compétitions nationales de football australien que sont le Championnat de France, la Coupe de France et l'ANZAC Cup. Thomas Depondt est actuellement le président.

## Équipe nationale
Surnommée « France Coqs », en référence à son symbole, le coq gaulois, l'équipe de France est apparue pour la première fois à l'EU Cup 2005 et n'a cessé de progresser depuis, terminant à la deuxième place de cette même compétition en 2013, soit la meilleure performance de l'équipe française à ce jour et allant même jusqu'à remporter la première World Cup 9s de l'histoire en septembre 2008. L'équipe de France participe à sa 1re phase finale de la Coupe internationale de football australien en 2011 à Melbourne en Australie. Sa meilleure performance en Coupe internationale reste la 11e place en 2014. Au classement mondial, elle est 14e au football australien à 18. Andrew Unsworth est l’actuel entraîneur de l'équipe de France.
Le Comité national de football australien décide à la fin de l'année 2011 de créer une équipe féminine à la suite des nombreux entraînements féminins qui se déroulent à Bordeaux, Marseille, Toulouse et Paris sans que soit malheureusement organisé de vrais matchs. L'objectif était de réunir un effectif suffisant pour l'ANZAC Day qui a lieu à Villers-Bretonneux le 21 avril 2012. La première équipe française féminine de football australien voit finalement le jour en août 2013 et représente la France lors de l’Euro Cup à Bordeaux. Ainsi, l'équipe de France féminine rejoint le groupe très fermé des équipes nationales féminines telles que l'Australie, les États-Unis, le Canada, l'Irlande et la Papouasie-Nouvelle-Guinée. Thomas Urban est l’actuel entraîneur de l'équipe de France.

## Compétitions
Le football australien compte en France 5 compétitions. La toute première compétition française à voir le jour est la Coupe de France de football australien. Elle se déroule le 28 juin 2008 à Paris, dans le Bois de Vincennes entre 4 clubs : Bordeaux Bombers, Paris Cockerels, Montpellier Fire Sharks et Strasbourg Kangourous. Le Championnat de France est créé le 29 mars 2009 dans l'impulsion qui suit la première Coupe de France. Un peu moins d'un mois après le Comité national de football australien organise la première édition de l'ANZAC Cup. Ce tournoi d'exhibition est organisé entre l'équipe de France et une équipe d'expatriés australiens, pour rendre hommage aux soldats australiens mort en France lors de la Première Guerre mondiale. L'année suivante, sous l'impulsion de certains joueurs évoluant dans les équipes du sud de la France, la première édition de la Coupe du Sud se tient à Perpignan le 6 février 2010 et voit s'affronter jusqu'à aujourd'hui des équipes du sud de la France. En 2006, les Parisiens tentent d'organiser la seconde édition de l'EU Cup, mais le club des Cockerels connait des problèmes d'organisation et le tournoi doit être annulé. Finalement, Saint-Médard-en-Jalles accueille le 21 septembre 2013, la 8e édition de l'EU Cup durant laquelle la sélection française est sacrée vice-championne d'Europe à la suite de la finale perdue face aux Anglais. Le 26 mars 2016, en parallèle avec la Coupe du Sud, la Coupe du Nord voit le jour et sa première édition est organisée dans la commune de Cergy-Pontoise avec les équipes du nord de la France.
| Blagnac Bordeaux Antony Cergy Lyon Paris Perpignan Toulouse |

### Coupe de France
La Coupe de France de football australien est la toute première compétition française, elle voit le jour le 28 juin 2008 à Paris, dans le Bois de Vincennes. Cette compétition se déroule sur une journée et en un seul lieu ou toutes les équipes se rejoignent. Le déroulement en revanche varie en fonction du nombre de participants, l'objectif premier étant que chaque équipe joue un maximum de matchs.
Cette compétition apparaît comme la compétition majeure en France, car c'est la plus facile à gérer pour les clubs dans la mesure où elle ne se déroule que sur un week-end. C'est donc la compétition phare au niveau français.

### Championnat de France
Le Championnat de France est créé le 29 mars 2009 dans l'impulsion qui suit la première Coupe de France. Cependant, dès la première année, le tournoi s'annonça fragile car il était en effet très difficile pour les clubs de pouvoir assumer plusieurs journées dans toute la France avec un effectif suffisant. Cependant, les clubs, notamment les plus anciens, essayèrent à tous pris de se structurer rapidement en recrutant plus de joueurs, cherchant plus de sponsors… Ces derniers se regroupèrent de 2011 à 2013 au sein d'un championnat d'élite appeler Super League, tandis que les clubs les plus récents s'affrontèrent dans un championnat inférieur, la Development League. En raison du nombre trop important de forfaits et le peu de matchs joués liés aux problèmes financiers et de blessures au sein de la Development League, le championnat 2013-2014 se fait sous forme d’une poule unique avec match aller seulement.

### ANZAC Cup
L'ANZAC Cup est un tournoi d'exhibition organisé chaque année depuis le 26 avril 2009 sur la commune de Villers-Bretonneux entre l'équipe de France et une équipe d'expatriés australiens en Europe. Il a pour objectif lors de la Journée de l'ANZAC de rendre hommage aux soldats australiens mort en France lors de la Première Guerre mondiale.

### Coupe du Sud
La première édition de cette nouvelle compétition s'est tenue à Perpignan le 6 février 2010. Les instigateurs du projet sont Sylvain Croisé, capitaine des Tigers de Perpignan, et Benjamin Hamon, président des Montpellier Firesharks. Malgré quelques soucis d'organisation dus au manque d'expérience dans ce domaine, l'événement a connu un grand succès. Les équipes présentes étaient les suivantes : Perpignan Tigers, Montpellier Firesharks, Toulouse Crocodiles et Barcelone Bocs. Les Toulousains ont remporté tous les matches et se sont assuré la victoire finale de cette coupe. Étant donné le succès rencontré, la Coupe du Sud est reconduite depuis. Les Toulouses Hawks sont l'équipe qui détient le plus de titres avec trois sacres en cinq éditions.

### Coupe du Nord
La première édition de cette compétition s'est tenue à Cergy-Pontoise le 26 mars 2016. Organisée par les Coyotes de Cergy-Pontoise et les Paris Cockerels, l’événement a regroupé deux autres équipes: les ALFA Lyon et les Brittany Griffins. Comme pour la Coupe du Sud, l’événement se voit affronter les équipes du Nord de la France. Les Paris Cockerels remporte la première édition.

## Nombre de licenciés
| 2007 | 2008 | 2009 | 2010  | 2011  | 2012  | 2013  | 2014  | 2015  | 2016  |
| ---- | ---- | ---- | ----- | ----- | ----- | ----- | ----- | ----- | ----- |
| ?    | ?    | ~ 66 | ~ 136 | ~ 150 | ~ 130 | ~ 150 | ~ 250 | ~ 250 | ~ 250 |
| 2017 | 2018 | 2019 | 2020  | 2021  | 2022  | 2023  | 2024  | 2025  | 2026  |
| 300  |      |      |       |       |       |       |       |       |       |

## La France et l'AFL
À ce jour, un seul joueur français a eu l'honneur de jouer en AFL. Allan La Fontaine a évolué en Victoria Football League (VFL) au Melbourne Demons au poste de centre (1934-1942;1945). Par la suite, il effectue après sa carrière sportive une reconversion au poste d'entraîneur des Melbourne Demons (1949-1951).

## Disparités locales
Le football australien est un sport émergeant en France, il est joué par environ 400 joueurs/joueuses en 2024. Les premiers clubs sportifs sont issus du Nord de la France avec les Razorbacks de Senlis, les Cats de Cergy et les Saints de Saint-Estève, aujourd'hui tous les trois disparus. En 2014, le sud de la France est la zone géographique qui compte le plus de clubs avec sept équipes sportives. Le nord compte quatre clubs dont deux en Île-de-France.

## Stades

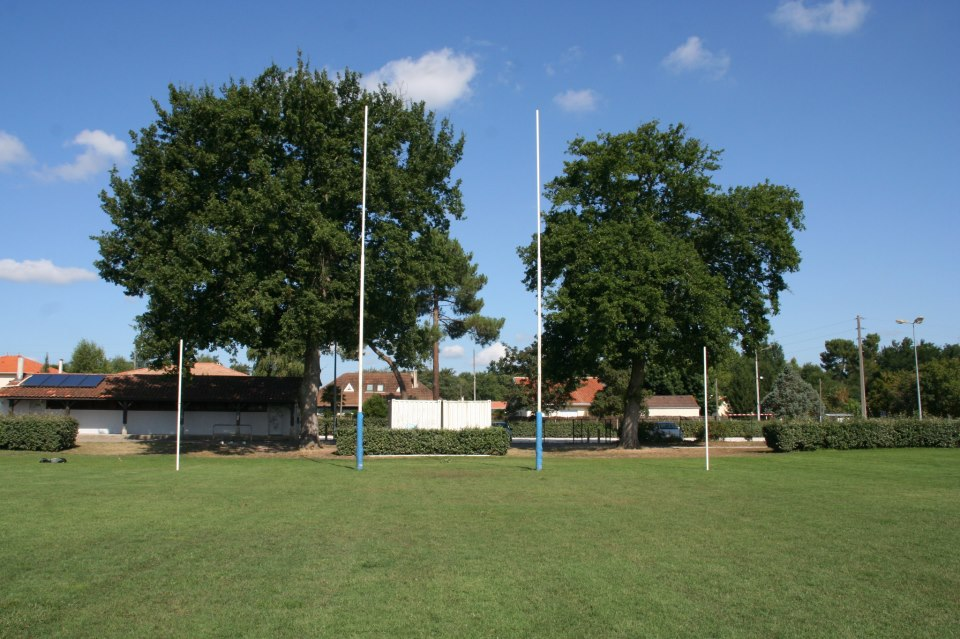
Stade des Bordeaux Bombers, a Saint Médard en Jalles

Du fait de ses origines, le football australien se joue sur un terrain de cricket, soit un ovale de 135 à 185 mètres de longueur sur 110 à 155 mètres de largeur. Cependant, en Europe, les terrains de cricket sont très rares, sauf en Angleterre, donc les matchs se jouent le plus souvent sur des terrains de rugby. La surface du terrain est généralement inférieure à celle de l'Australie, mais cette différence est compensée par le fait que les équipes françaises jouent à 9 et non à 18. Aujourd'hui il n'existe pas encore de terrains destinés au football australien en France. Cependant, seul le club de Bordeaux dispose d'un terrain où peuvent être installés des poteaux fixes grâce à des fourreaux dans le gazon.

## Médias
Dans les années 1980, Canal+ a diffusé des matches de l'Australian Football League (AFL) avec comme commentateurs le Français Roger Zabel et l'Australien Carl Fischmann. Malheureusement, la chaîne cryptée préféra un an plus tard tester le football américain avec le journaliste sportif franco-américain George Eddy. S'ensuivit une longue période sans la possibilité de voir ce sport à la télé. Depuis peu, l'AFL est diffusé sur Eurosport 2.
Les médias français s'intéressent peu au football australien en dehors de quelques articles dans des journaux locaux. Même la victoire de l'équipe de France en World Cup 9s en 2008 et sa première participation à la International Cup n'a eu que peu d'écho. Cependant, l'organisation de l'EU Cup 2013, à Saint-Médard-en-Jalles a eu quelques retours notamment sur la chaine nationale sportive gratuite française L'Équipe 21.
Seul le Comité national de football australien et les équipes nationales disposant d'un site Internet permettent de communiquer sur la discipline.